# Alăptare

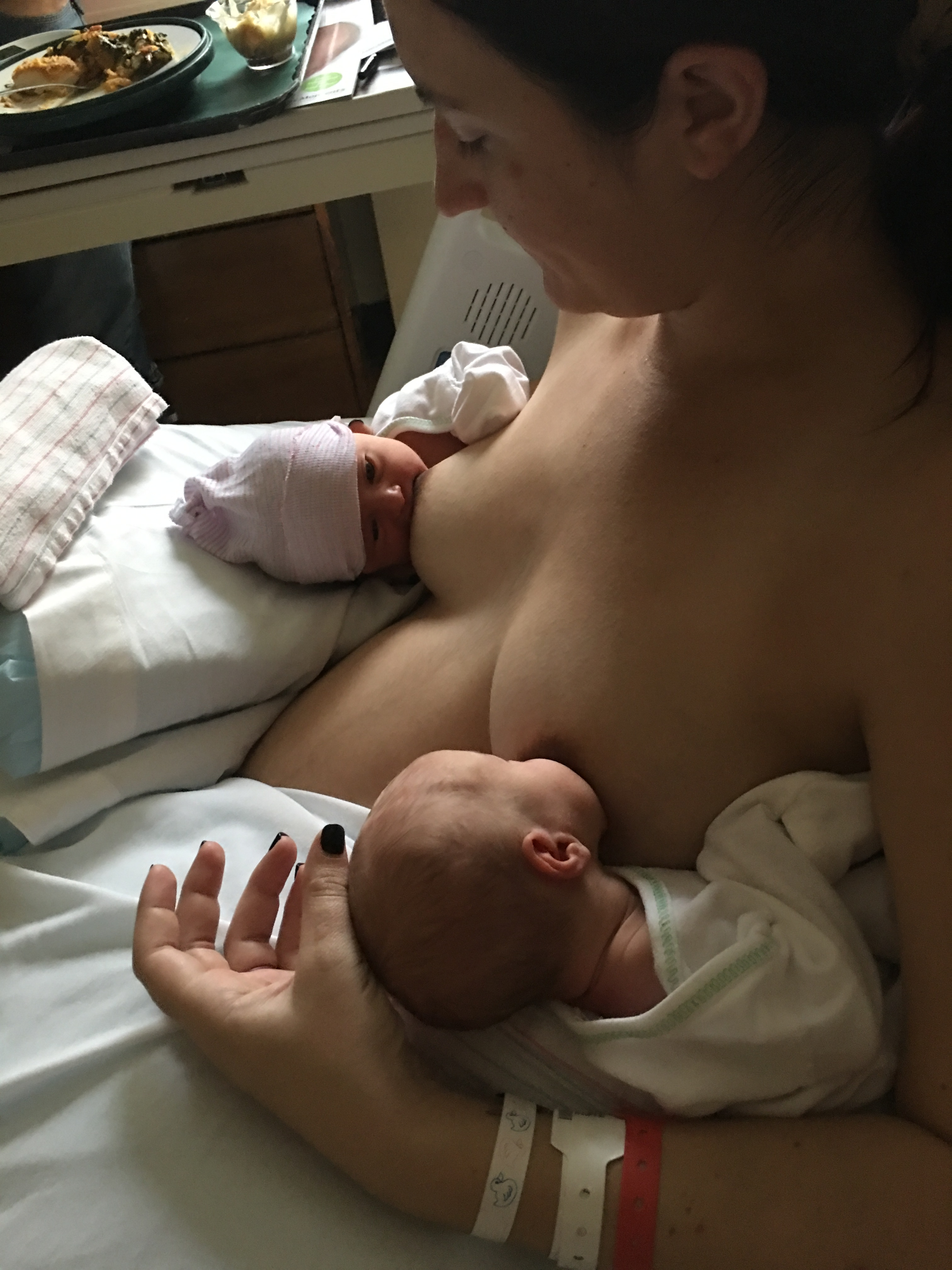
Gemeni alăptați de mamă

Alăptarea este modul de alimentare a puilor de mamifere cu laptele secretat de glandele mamare ale mamei.
Perioada de alăptare durează, după specie, de la câteva săptămâni la câteva luni.
Perioada recomandată, minimă, pentru sugari este de 6 luni. După această perioadă se poate incepe diversificarea, stomacul copilului fiind pregatit să accepte și alte alimente.